# Zeta Phoenicis
Zeta Phoenicis (ζ Phe / ζ Phoenicis) è un sistema stellare nella costellazione della Fenice. La sua magnitudine apparente è 3,91 e dista circa 298 anni luce dal sistema solare..

## Osservazione
Si tratta di una stella situata nell'emisfero celeste australe. La sua posizione è fortemente australe e ciò comporta che la stella sia osservabile prevalentemente dall'emisfero sud, dove si presenta circumpolare anche da gran parte delle regioni temperate; dall'emisfero nord la sua visibilità è invece limitata alle regioni temperate inferiori e alla fascia tropicale, comunque più a sud del parallelo 35°N. La sua magnitudine pari a 3,91 le consente di essere scorta anche dai piccoli centri urbani, sebbene un cielo non eccessivamente inquinato sia maggiormente indicato per la sua individuazione.
Il periodo migliore per la sua osservazione nel cielo serale ricade nei mesi compresi fra agosto e dicembre; nell'emisfero sud è visibile anche per buona parte dell'inverno, grazie alla declinazione australe della stella, mentre nell'emisfero nord può essere osservata in particolare durante i mesi autunnali boreali.

## Caratteristiche fisiche
Zeta Phoenicis è un sistema stellare triplo; la coppia principale, Zeta Phoenicis A e Zeta Phoenicis B, costituiscono una binaria a eclisse di tipo Algol. Le due componenti sono entrambe stelle bianco-azzurre di sequenza principale, di classe spettrale rispettivamente B6V e B9V, con masse di 3,93 e 2,85 volte quella del Sole e raggi 2,85 e 1,85 volte superiori al raggio solare. Divise mediamente da appena 0,05 UA, si eclissano a vicenda in poco più di 5 ore e il minimo primario avviene quando la secondaria eclissa la stella più calda e grande, provocando una diminuzione del 60% della sua luminosità, mentre il minimo secondario provoca una diminuzione di 0,18 magnitudini. Il periodo orbitale delle due componenti è pari a 1,67 giorni, ed è comunque superiore al periodo di rotazione delle stelle, per cui non esiste una rotazione sincrona e, non essendo binarie a contatto, non c'è trasferimento di massa fra le due stelle.
La terza componente del sistema si trova a 6,7 secondi d'arco di distanza; Zeta Phoenicis C è una stella di classe F7V di settima magnitudine, distanziata di circa 600 UA dalla coppia principale e con un periodo orbitale superiore ai 5000 anni.